# Шазији
Шазији (фр. Chazilly) насеље је и општина у источном делу централне Француске у региону Бургоња, у департману Златна обала која припада префектури Бон.
По подацима из 2011. године у општини је живело 134 становника, а густина насељености је износила 15,24 становника/km². Општина се простире на површини од 8,79 km². Налази се на средњој надморској висини од 420 метара (максималној 459 m, а минималној 379 m).

## Демографија
| 1962. | 1968. | 1975. | 1982. | 1990. | 1999. | 2011. |
| ----- | ----- | ----- | ----- | ----- | ----- | ----- |
| 95    | 125   | 141   | 119   | 122   | 114   | 134   |

График промене броја становника у току последњих година